# デウィット・クリントン

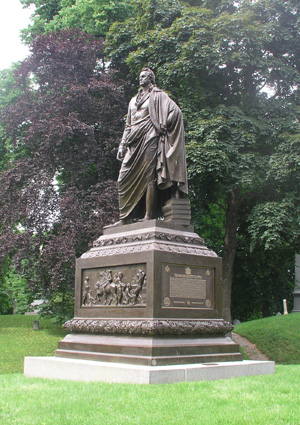
ブルックリンのグリーンウッド墓地にあるクリントンの記念碑。1855年制作

デウィット・クリントン（英:DeWitt Clinton、1769年3月2日-1828年2月11日）は、初期アメリカ合衆国の政治家であり、ニューヨーク州選出のアメリカ合衆国上院議員およびニューヨーク州知事を務めた。知事の時代にエリー運河の建設に大いに貢献した。

## 生い立ちと政歴
クリントンはジェイムズ・クリントンとその妻メアリー・デウィットの夫妻の次男として生まれた。母は古いオランダ人の家系だった。クリントンは現在のコロンビア大学で学んだ。当時ニューヨーク州知事であった叔父のジョージ・クリントンの秘書となった。1798年にはニューヨーク州議会の議員となり、1798年から1802年と1806年から1811年にはニューヨーク州南部地区選出の州上院議員を務めた。1801年にはニューヨーク州憲法制定会議の代議員になった。1801年から1802年および1806年から1807年にはニューヨーク州指名評議員となった。ジョン・アームストロングが辞任した時の補欠選挙でアメリカ合衆国上院議員に当選し、1802年2月9日から1803年11月4日まで務めた。新首都のワシントンD.C.での生活環境が合わずに上院議員を辞職し、ニューヨーク市長になった。市長は1803年から1807年、1808年から1810年および1811年から1815年に務めた。市長の時の1804年にニューヨーク歴史協会を組織しその会長になった。1808年には美術アカデミーも組織化した。1808年から1825年までニューヨーク州大学校の評議員を務めた。
クリントンは生涯で2度結婚した。1796年2月13日、著名なニューヨークのクエーカー教徒の商人ウォルター・フランクリンの娘、マリア・フランクリンと結婚した。マリアとの間には10人の子供が生まれ、1818年にマリアが死んだ時3人の息子と3人の娘が生存していた。1819年5月8日、クリントンはニューヨークの医者トマス・ジョーンズの娘キャサリン・ジョーンズと結婚した。キャサリンはクリントンの死後も生存した。

## 後の政歴と知事
1811年、クリントンは、連邦党のニコラス・フィッシュとタマニーホールの候補者マリナス・ウィレットを破ってニューヨーク州副知事に当選し、ジョン・ブルームの死去でできた空席を埋めた。このときの知事はダニエル・トンプキンズで、任期は1813年6月までだった。
1812年、クリントンは連邦党と民主共和党反戦派の候補者としてアメリカ合衆国大統領選挙に出馬したが、ジェームズ・マディソンに敗れた。選挙人投票ではクリントンが89票を得たのに対し、マディソンは128票だった。
ダニエル・トンプキンズがアメリカ合衆国副大統領に選ばれてニューヨーク州知事を辞任すると、知事選でピーター・ビューエル・ポーターを破って知事に当選した。クリントンは43,310票、ポーターはわずか1,479票だった。1817年7月1日、クリントンはニューヨーク州知事に就任した。1818年にも現職の副大統領トンプキンズを破って再選された。クリントンは47,447票、トンプキンズは45,900票だった。知事職は1822年12月31日まで続けた。
この2期目に、1821年ニューヨーク州憲法が制定され、知事の任期は2年間に短縮され、任期の開始時期も7月1日から1月1日に変更されたので、クリントンの任期3年間の最後の半年が短くなった。知事選の行われる時期も4月から11月に変わったが、クリントンは1822年11月の選挙で党から候補再指名を受けられなかった。
1824年、クリントンは再度知事に選出され、2期務めたが、就任中の急死によってその職が終わった。初めはリトルブリテンのクリントン墓地に埋葬され、後にニューヨーク市ブルックリン区のグリーンウッド墓地に移葬された。クリントンは市や州の課題について指導者として多くの事柄を成し遂げた。例えば、ニューヨーク州公共教育制度を改良し、蒸気船の運航を奨励し、また刑法および債務者法を修正した。1831年のデウィット・クリントン機関車はクリントンに因んで名付けられた。

## エリー運河
クリントンは知事のときに、エリー運河の建設に大いに貢献した。運河の提案者ジェシー・ホーレーに説得されて、エリー湖の東岸からハドソン川上流まで運河を建設することを支持した。この計画は実現不可能と考える者が多く、反対者は「クリントンのどぶ」と呼んで嘲った。しかし、1817年、クリントンは建設費700万ドルを議会に承認させた。運河が1825年に完成したとき、クリントン知事が開通式を行い、郵便船セネカチーフ号で運河を遡ってバッファローまで行った。エリー湖口からニューヨーク市まで戻ったときに、エリー湖で汲んできた2樽の水をニューヨーク港に注ぎ、東西を繋いだ初の水路を祝った。この運河は大きな成功を生み、莫大な量の人と物を運んだ。大西洋と西部を安価な輸送料でつなぎ、ニューヨーク州とニューヨーク市に人と物をもたらしたので、合衆国でも最も重要な州と都市になった。

## 遺産
クリントンの版画による肖像が1880年に合衆国で発行された1000ドル札に使われた。この札の見本はサンフランシスコ連邦準備銀行のウェブサイト で見ることができる。
デウィット・クリントンに因む地名は以下の通りである。イリノイ州は2つの郡にクリントンに因む名前をつけており、同じ人間の名前を同じ州が2つの郡に名付けたことではアメリカ合衆国でも唯一の事例である。
- イリノイ州クリントン郡
- イリノイ州デウィット郡、その郡庁所在地もクリントン市である。
- インディアナ州クリントン市
- アーカンソー州クリントン市
- ミズーリ州クリントン郡とクリントン市
- アイオワ州クリントン郡とその郡庁所在地クリントン市
- アイオワ州デウィット市（クリントン郡内にある）
- ニューヨーク市ブロンクス区にあるデウィット・クリントン高校
- マサチューセッツ州クリントン町
- ミシガン州クリントン郡
- ミシガン州デウィット町（クリントン郡内にある）

その他はクリントンに因む地名リスト（英文）を参照。